# La Faurie
Pour les articles homonymes, voir Faurie.
La Faurie est une commune française située dans le département des Hautes-Alpes, en région Provence-Alpes-Côte d'Azur.

## Géographie

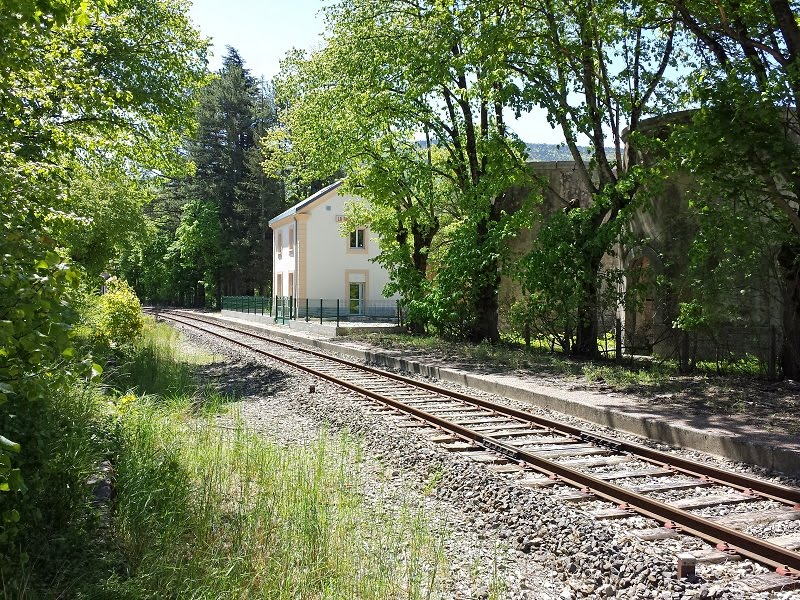
L'ancienne gare de La Faurie (Hautes-Alpes) vue depuis l'entrée nord de la ligne Grenoble - Veynes.

La Faurie est un petit village situé dans le département des Hautes-Alpes et la région de Provence-Alpes-Côte d'Azur. Ses habitants sont appelés les Faurions.
La commune s'étend sur 31,44 km2 et compte 298 habitants depuis le dernier recensement de la population datant de 2022. Avec une densité de 10 habitants par km2, La Faurie a connu une nette hausse de sa population par rapport à 1999.
Entourée par les communes de Montbrand, Aspres-sur-Buëch, Saint-Julien-en-Beauchêne et Saint-Pierre-d'Argençon, La Faurie est située à 45 km au nord-ouest de Gap, la plus grande ville aux alentours.
Située à 839 mètres d'altitude, la commune est arrosée par la rivière le Buëch, ainsi que par l'un de ses affluents, l'Aiguebelle. Le village est traversé par la RD 1075, au bord de laquelle se trouvent  la salle polyvalente du village, la mairie et l'école.
La commune est composée d'un bourg et de plusieurs hameaux :
- les Vignasses (lieu anciennement recouvert de vignes) ;
- les Granges (avec sa distillerie de lavande et sa fromagerie) ;
- Pusteaux (avec un ancien petit cadran solaire dans le mur d'une des maisons) ;
- Saint André (ancien centre du village avec son église et la dernière tour d'un château) ;
- le Pré du Four (avec un restaurant à proximité de la route nationale) ;
- Notre-Dame (lieu situé en hauteur du village, où se trouvent un monastère orthodoxe et un petit château en assez bon état) ;
- le Pré la Chèvre (vaste plaine avec un camping et de nombreuses habitations) ;
- Seille (lieu situé en hauteur du village où commence la route pour se rendre en haut de la montagne de la Longeagne et son site de décollage) ;
- la Valette (hameau situé au bord de la route avec son petit commerce de produits locaux) ;
- le hameau du Villard où se trouve un château.

Aujourd'hui transformée en médiathèque intercommunale, l'ancienne gare ferroviaire est située sur la ligne de Lyon-Perrache à Marseille-Saint-Charles (via Grenoble et Veynes).

### Climat
Pour des articles plus généraux, voir Climat de Provence-Alpes-Côte d'Azur et Climat des Hautes-Alpes.
En 2010, le climat de la commune est de type climat méditerranéen altéré, selon une étude du Centre national de la recherche scientifique s'appuyant sur une série de données couvrant la période 1971-2000. En 2020, Météo-France publie une typologie des climats de la France métropolitaine dans laquelle la commune est exposée à un climat de montagne ou de marges de montagne et est dans la région climatique Alpes du sud, caractérisée par une pluviométrie annuelle de 850 à 1 000 mm, minimale en été.
Pour la période 1971-2000, la température annuelle moyenne est de 9,5 °C, avec une amplitude thermique annuelle de 17,4 °C. Le cumul annuel moyen de précipitations est de 1 017 mm, avec 7,8 jours de précipitations en janvier et 5,3 jours en juillet. Pour la période 1991-2020, la température moyenne annuelle observée sur la station météorologique installée sur la commune est de 9,6 °C et le cumul annuel moyen de précipitations est de 950,8 mm. 
La température maximale relevée sur cette station est de 37,9 °C, atteinte le 23 août 2023 ; la température minimale est de −21,4 °C, atteinte le 14 février 1999,,.
| Mois                                  | jan.           | fév.             | mars          | avril         | mai           | juin          | jui.          | août           | sep.          | oct.            | nov.           | déc.           | année      |
| ------------------------------------- | -------------- | ---------------- | ------------- | ------------- | ------------- | ------------- | ------------- | -------------- | ------------- | --------------- | -------------- | -------------- | ---------- |
| Température minimale moyenne (°C)     | −4,6           | −4,4             | −1,3          | 1,6           | 5,3           | 8,4           | 10            | 9,7            | 6,7           | 3,6             | −0,7           | −3,7           | 2,5        |
| Température moyenne (°C)              | 1,1            | 1,9              | 5,4           | 8,6           | 12,5          | 16,5          | 18,7          | 18,4           | 14,5          | 10,4            | 5              | 1,6            | 9,6        |
| Température maximale moyenne (°C)     | 6,7            | 8,2              | 12,2          | 15,6          | 19,7          | 24,6          | 27,4          | 27,1           | 22,3          | 17,3            | 10,6           | 7              | 16,6       |
| Record de froid (°C) date du record   | −19,4 30.01.04 | −21,4 14.02.1999 | −14 02.03.05  | −9,5 08.04.21 | −3,9 07.05.19 | −1,9 03.06.06 | 1,1 17.07.00  | 0,6 30.08.1998 | −2,5 18.09.01 | −8,4 30.10.1997 | −15,4 27.11.05 | −19,8 18.12.10 | −21,4 1999 |
| Record de chaleur (°C) date du record | 20,3 28.01.08  | 22,4 29.02.12    | 23,4 30.03.21 | 28,2 09.04.11 | 31,4 22.05.22 | 37,5 27.06.19 | 36,2 06.07.15 | 37,9 23.08.23  | 34,3 05.09.06 | 30,2 08.10.23   | 23,1 10.11.15  | 17 25.12.23    | 37,9 2023  |
| Précipitations (mm)                   | 73,8           | 58,7             | 68,1          | 84,5          | 92,7          | 65,1          | 41,4          | 60,8           | 80,5          | 113,9           | 120,5          | 90,8           | 950,8      |

| Diagramme climatique                                  |             |              |             |             |             |            |             |             |              |               |           |
| J                                                     | F           | M            | A           | M           | J           | J          | A           | S           | O            | N             | D         |
| 6,7−4,673,8                                           | 8,2−4,458,7 | 12,2−1,368,1 | 15,61,684,5 | 19,75,392,7 | 24,68,465,1 | 27,41041,4 | 27,19,760,8 | 22,36,780,5 | 17,33,6113,9 | 10,6−0,7120,5 | 7−3,790,8 |
| Moyennes : • Temp. maxi et mini °C • Précipitation mm |             |              |             |             |             |            |             |             |              |               |           |

Les paramètres climatiques de la commune ont été estimés pour le milieu du siècle (2041-2070) selon différents scénarios d'émission de gaz à effet de serre à partir des nouvelles projections climatiques de référence DRIAS-2020. Ils sont consultables sur un site dédié publié par Météo-France en novembre 2022.

## Urbanisme

### Typologie
Au 1er janvier 2024, La Faurie est catégorisée commune rurale à habitat dispersé, selon la nouvelle grille communale de densité à 7 niveaux définie par l'Insee en 2022.
Elle est située hors unité urbaine et hors attraction des villes,.

### Occupation des sols
L'occupation des sols de la commune, telle qu'elle ressort de la base de données européenne d’occupation biophysique des sols Corine Land Cover (CLC), est marquée par l'importance des forêts et milieux semi-naturels (83,7 % en 2018), en diminution par rapport à 1990 (86,1 %). La répartition détaillée en 2018 est la suivante : 
forêts (63,1 %), milieux à végétation arbustive et/ou herbacée (18,9 %), zones agricoles hétérogènes (13,7 %), prairies (2,6 %), espaces ouverts, sans ou avec peu de végétation (1,7 %).
L'évolution de l’occupation des sols de la commune et de ses infrastructures peut être observée sur les différentes représentations cartographiques du territoire : la carte de Cassini (XVIIIe siècle), la carte d'état-major (1820-1866) et les cartes ou photos aériennes de l'IGN pour la période actuelle (1950 à aujourd'hui).

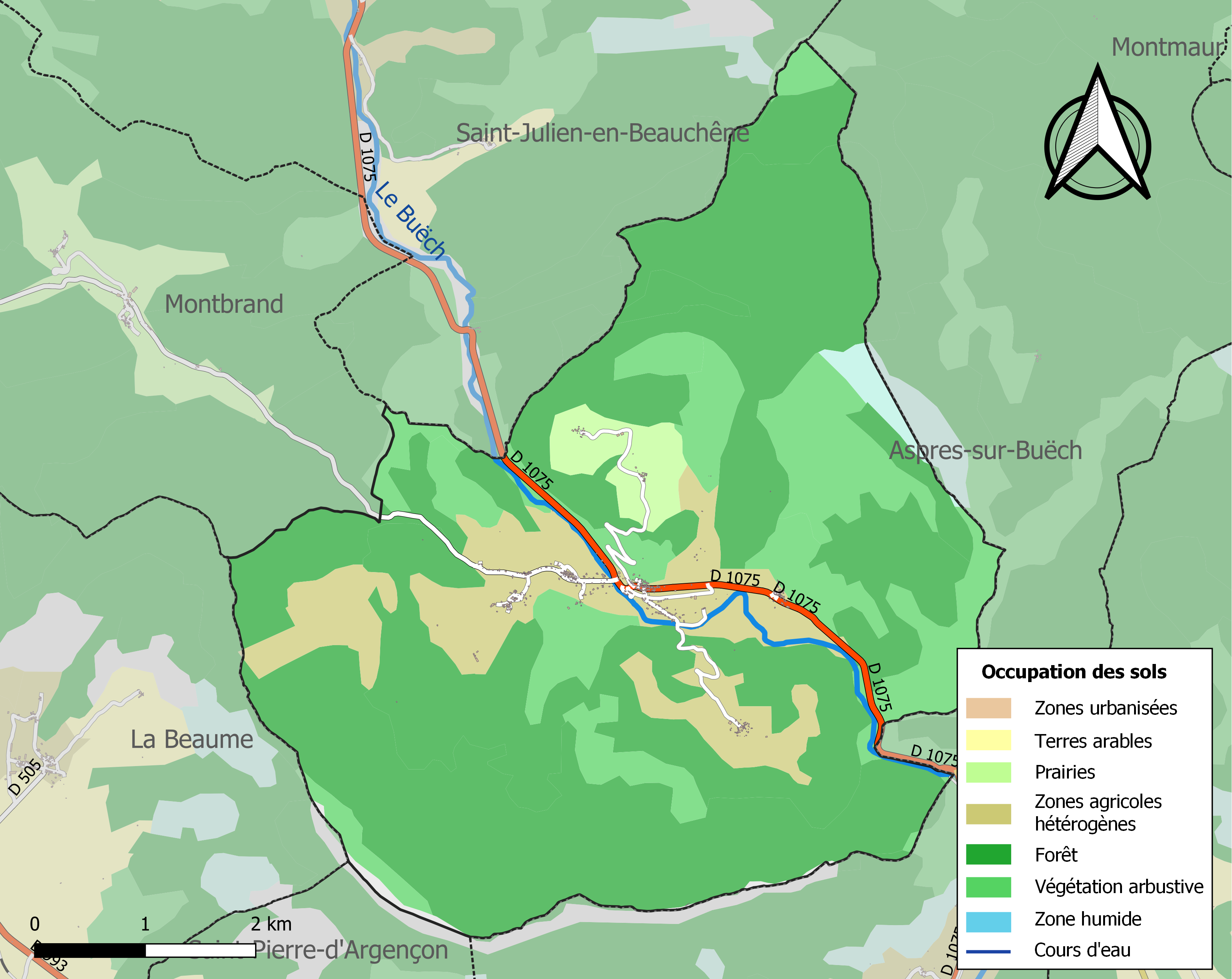
Carte de l'occupation des sols de la commune en 2018 (CLC).

## Toponymie
C'est au début de l'année 1793 que la paroisse de Saint-André-en-Beauchêne devient la commune de La Faurie.
Le nom de la localité est attesté sous la forme Las Fauréas en 1176,. La forme Fabrice en 1416, explique ce toponyme qui, en français, se traduit par « La Fabrique » ; sans doute une forge ou un espace lié au travail du métal. « Fabrication, création », dont un des sens anciens était ; « forge », las Fauries en 1535.
La Fauriá en occitan haut-alpin. Fauriá désigne toujours une forge en occitan.
Le nom de La Faurie dériverait de la fabrica (voir toponymie française).

## Histoire
Guillaume Artaud fut seigneur de Saint-André-en Beauchêne. Il eut de Béatrix de la Roche, dame de Trets, fille de Sibille, dame de Trets et du Revest et de Raimond de Montauban, Raymond de Montauban, viguier de Marseille (1352-1353). Béatrix institua, par testament du 17 juin 1342, ses fils Dragonet et Raymond de Montauban ses héritiers. Raymond devint seigneur de Trets, de Montmaur et du Revest.

## Politique et administration
| Période                                  | Période   | Identité               | Étiquette | Qualité        |
| ---------------------------------------- | --------- | ---------------------- | --------- | -------------- |
| Les données manquantes sont à compléter. |           |                        |           |                |
| mars 2001                                | mars 2008 | Jean-François Dumanois |           |                |
| mars 2008                                | mars 2014 | Jean-Louis Cornand     |           |                |
| avril 2014                               | En cours  | Christiane Acanfora,   |           | Ancienne cadre |

## Population et société

### Démographie
L'évolution du nombre d'habitants est connue à travers les recensements de la population effectués dans la commune depuis 1793. Pour les communes de moins de 10 000 habitants, une enquête de recensement portant sur toute la population est réalisée tous les cinq ans, les populations de référence des années intermédiaires étant quant à elles estimées par interpolation ou extrapolation. Pour la commune, le premier recensement exhaustif entrant dans le cadre du nouveau dispositif a été réalisé en 2006.

En 2022, la commune comptait 298 habitants, en évolution de −7,45 % par rapport à 2016 (Hautes-Alpes : +0,4 %, France hors Mayotte : +2,11 %).
| 1793 | 1800 | 1806 | 1821 | 1831 | 1836 | 1841 | 1846 | 1851 |
| ---- | ---- | ---- | ---- | ---- | ---- | ---- | ---- | ---- |
| 751  | 681  | 737  | 758  | 769  | 764  | 761  | 740  | 680  |

| 1856 | 1861 | 1866 | 1872 | 1876 | 1881 | 1886 | 1891 | 1896 |
| ---- | ---- | ---- | ---- | ---- | ---- | ---- | ---- | ---- |
| 626  | 585  | 625  | 560  | 678  | 566  | 550  | 538  | 506  |

| 1901 | 1906 | 1911 | 1921 | 1926 | 1931 | 1936 | 1946 | 1954 |
| ---- | ---- | ---- | ---- | ---- | ---- | ---- | ---- | ---- |
| 513  | 527  | 445  | 402  | 412  | 404  | 340  | 332  | 287  |

| 1962 | 1968 | 1975 | 1982 | 1990 | 1999 | 2006 | 2011 | 2016 |
| ---- | ---- | ---- | ---- | ---- | ---- | ---- | ---- | ---- |
| 274  | 250  | 227  | 215  | 224  | 231  | 301  | 312  | 322  |

| 2021 | 2022 | - | - | - | - | - | - | - |
| ---- | ---- | - | - | - | - | - | - | - |
| 307  | 298  | - | - | - | - | - | - | - |

## Culture locale et patrimoine

### Lieux et monuments
- Croix renaissance à croisillons, près de la salle polyvalente.
- Plusieurs sites d'escalade (Agnelles, Chabaral) et une via ferrata.
- Les marmites du diable, lieu de canyonisme avec de petites cuvettes.
- Four banal, à Seille.
- Petit château, au Villard.
- Monastère orthodoxe, lieu-dit Notre-Dame.
- Église Saint-André de Saint-André.
- Temple de La Faurie.
- Chapelle de Saint-Jean de Seille.

### Personnalités liées à la commune
- Raymond Février (1920-2021), scientifique et haut fonctionnaire.

### Héraldique
| Blason de Faurie (La) | Blason  | De gueules à la tour d’or, donjonnée de deux tourelles, maçonnée de sable, soutenue par deux écots d’or posés en chevron renversé. |
| Blason de Faurie (La) | Détails | Le statut officiel du blason reste à déterminer.                                                                                   |